# 東山口村
東山口村（ひがしやまぐちむら）は静岡県の西部、佐野郡・小笠郡に属していた村である。

## 概要
現在の掛川市中心部の東方、国道1号掛川バイパス千羽インターチェンジの東側一帯にあたる。
東山口村役場の庁舎は立派なことで知られており、1937年（昭和12年）に発行された『山梨靜岡縣總覽』はこの庁舎を「郡內一」と評しており「工費一萬圓」と記している。

## 地理
- 河川：逆川

## 歴史
- 1889年（明治22年）4月1日 - 町村制の施行により千羽村、逆川村、小原子村、八坂村、本所村、伊達方村が合併して佐野郡東山口村が発足。
- 1896年（明治29年）4月1日 - 郡制の施行により所属郡が小笠郡に変更。
- 1954年（昭和29年）3月31日 - 掛川町に編入。同日東山口村廃止。掛川町は即日市制施行して掛川市となる。

## 交通

### 道路
- 国道1号（東海道）